# Comuna Suvorovske, Sakî
Suvorovske (în ucraineană Суворовське) este o comună în raionul Sakî, Republica Autonomă Crimeea, Ucraina, formată din satele Jovtokameanka, Kamenolomnea, Lîmanne, Pobiedne, Suvorovske (reședința), Tunelne și Velîke.

## Demografie
Componența lingvistică a comunei Suvorovske
     Rusă (63,87%)
     Tătară crimeeană (24,41%)
     Ucraineană (8,75%)
     Alte limbi (0,55%)
Conform recensământului din 2001, majoritatea populației comunei Suvorovske era vorbitoare de rusă (63,87%), existând în minoritate și vorbitori de tătară crimeeană (24,41%) și ucraineană (8,75%).